# Motel (szálláshely)

Motel Kaliforniában

A motel a kereskedelmi szálláshelyek egyik típusa, neve a motor tourist hotel elnevezés rövidített változata. Rendeltetése, hogy autóval, motorral közlekedő utazók részére kínál elszállásolási lehetőséget. Általában országos főútvonalak mentén helyezkedik el.
Jellemzői az alacsony árfekvés, az egyszerűség és praktikumra törekvés. Feltétele, hogy a parkolóhelyek a szobák számával megegyező mennyiségben álljanak rendelkezésre. A parkolóhelyek elhelyezése szintén fontos feltétel.
Fajtái:
- út menti motel: főleg főútvonalak mentén, közlekedési csomópontban hozzák létre.
- üdülőmotel: üdülőhelyek közelében fekszik, megfelelő természeti körülmények között.
- elővárosi motel: városok szélén, közlekedésileg előnyös helyre telepítik.
- városi motel: nagyvárosok centrumában vagy belterületén, parkolóhellyel kialakított, sokszor lábakon álló épületek.

Magyarországon motel típusú szálláshelyről törvényi rendelkezés nincs. A motelek főleg az Amerikai Egyesült Államokban terjedtek el. Az első Arizonában épült fel 1913-ban.